# Јован Монастерлија
Јован Монастерлија (166? – 1706) био је српски подвојвода Хабзбуршке монархије и војни заповедник.

## Порекло
После Дугог рата, део српског становништва из Српског Ковина сели се 1606. године у Коморан. Ту је неколико њих 1655. добило племићку титулу а међу њима је био и Петар, отац Јованов.

## Војна служба
Истакао се у борбама против Турске, у Великом бечком рату (1683 — 1699). После Велике сеобе Срба 1690. године у Хабзбуршку монархију, именован од стране цара Леополда за подвојводу 1691. Као заповедник српске милиције, истакао се у бици код Сланкамена 16. августа 1691. Године 1697. Монастерлија добија заповедништво над Петроварадинском тврђавом и задатак да изгради понтонски мост преко Дунава.
После Карловачког мира 1699. повлачи се и од цара добија имања, а пошто је имао чин подвојводе претпоставка је да се радило о најмање 92 јутра земље, колико је војводама монархије следовало. 

У службу поново ступа 1703. када је кнез Ердеља, Ференц Ракоци, подигао устанак против Хабзбуршке монархије. За заслуге у овом рату он добија чин пуковника. Непосредно пред смрт цар му додељује задатак да српску милицију прикључи у регуларну аустријску војску. Приликом војног похода на Велики Варадин, умире од задобијене ране приликом лова.
Године 1704. унапређен је у чин пуковника и одликован колајном на златном, четвороструком ланцу. С лица колајне био је портрет монарха, а на наличју мађарски државни грб.